# 2018年中国中央电视台春节联欢晚会
2018年中國中央電視台春節聯歡晚會，简称2018年央視春晚是中国中央电视台于2018年2月15日（农历丁酉年十二月三十除夕）為慶祝狗年新年舉辦的綜藝性文藝晚會。

## 分会场
2018年春晚将连续第三年设立分会场连线春晚，分别是海南三亚国际邮轮港、广东珠海（分设港珠澳大桥和长隆海洋王国子会场）、山东曲阜三孔景区、泰安泰山封禅大典景区，以及贵州黔东南肇兴侗寨。

## 前期安排工作
本届春晚剧组已于2017年5月成立，成为近年来筹划最早的一届春晚。本届春晚的主题为“喜气洋洋、欢乐吉祥”，节目方面，以“聚焦新风尚、振奋新精神，弘扬新梦想”为特点，着力打造欢乐、喜庆、祥和的节日气氛。其中语言节目按照“讲品位、讲格调、讲责任，抵制低俗、庸俗、媚俗”的原则，而舞蹈、杂技魔术类节目则大胆创新，一些新创作歌曲也会登上春晚舞台。
2018年1月10日，本届春晚进行了语言类节目审查。除了专家组审查外，春晚剧组还会邀请在京的大学生、群众代表等上百位人士，以普通观众身份共同审查。本届春晚于2月5日进行了时长超过5个小时的首次全要素联排。而联排需要通过5次，才能最终确定节目。最后一次彩排于2月13日举行。
本届春晚的导演仍由杨东升担任。2018年2月6日，央视春晚官方公布了本届春晚主持人名单。本届春晚在央视一号演播厅使用了三位70后和两位80后主持人组成的主持阵容，而自1997年起连续主持21届春晚的朱军和自2005年以来主持13届春晚的董卿缺席名单，网友调侃“还我董卿，还我朱军。”
- 主会场中央电视台一号演播大厅：康辉、朱迅、任鲁豫、李思思、尼格买提
- 贵州黔东南分会场：马跃（中央电视台）、窦爱莉（贵州广播电视台《贵州新闻联播》）
- 广东珠海分会场：杨帆（中央电视台）、桂嘉晨（珠海广播电视台）
- 山东曲阜、泰安分会场：李佳明（中央电视台）、李毅（山东广播电视台《山东新闻联播》）
- 海南三亚分会场：张泽群（中央电视台）、王丝（海南广播电视总台，海南新闻频道）

2018年2月6日，新浪微博宣布成为本届春晚新媒体社交平台独家合作伙伴，将与央视在短视频、直播、内容互动等领域展开合作。此外淘宝网也与央视春晚达成独家互动合作。在春晚直播当日，淘宝将发放总额超过6亿元人民币的春晚红包和特权商品。整场晚会将设四轮互动环节，由主持人报出指令。观众进入手机淘宝客户端输入指令后即可获得新春福袋。

## 节目单
以下为已经确认的2018年中国中央电视台春节联欢晚会节目单，最终播出内容请以实际直播版本为准。顺序编号为原官方节目单的顺序。
| 序号 | 類型              | 节目                             | 表演者 |
| ---- | ----------------- | -------------------------------- | --- |
| 1    | 开场歌舞          | 《万紫千红中国年》               | 容祖儿，周渝民，陈晓，佟丽娅，胡可、沙溢、安吉和小鱼儿一家，凤凰传奇组合 |
| 2    |                   | 四地分会场拜年                   | |
| 3    | 舞蹈              | 《欢乐的节日》                   | 领舞：张傲月、蔡亦寒、郝若琦、李炜然 表演：“小白桦”俄罗斯民族舞蹈团 戏梯：尤兹依尔（阿塞拜疆） 转毯：塔拉（英国）、瓦利德（英国） 旱滑：王红超、张悦 皮吊：杨皓雲、杨皓翔 滚环：张磊、姚双新                                    |
| 4    | 小品              | 《真假老师》                     | 贾玲、张小斐、许君聪、何欢 |
| 5    |                   | 红包互动：福到万家               | |
| 6    | 歌曲              | 《赞赞新时代》                   | 李易峰、景甜、江疏影 |
| 7    | 小品              | 《学车》                         | 蔡明、潘长江、贾冰 |
| 8    |                   | 贵州黔东南分会场节目             | 贵州黔东南分会场节目 |
| 8    | 侗族大歌          | 《尽情欢歌》                     | 黎平县万人侗族大歌合唱团、黎平县侗族大歌艺术团 |
| 8    | 歌舞              | 《太阳鼓》                       | 林志炫 |
| 8    | 歌舞              | 《对歌对到日落坡》               | 阿幼朵、蝶当久 |
| 9    | 魔术与歌曲        | 《告白气球》                     | 周杰伦、蔡威泽、刘楚恬 |
| 10   |                   | 公益广告：家国兴旺               | |
| 11   | 少儿歌舞          | 《旺旺年》                       | 空军蓝天幼儿艺术团、海军海娃艺术团、郭成（蜘蛛人）、乔麦元、王贤梅（驯狗师）、山东省莱州中华武校、魔术气球人 |
| 12   | 小品              | 《回家》                         | 方芳、张晨光、王姬、杜宁林、狄志杰等 |
| 13   | 歌曲              | 《岁月》                         | 王菲、那英 |
| 14   | 特别设计 国宝回归 | 《丝路山水地图》                 | 张国立、单霁翔（故宫博物院院长）、许荣茂（香港世茂集团董事局主席） |
| 15   | 舞蹈              | 《丝路绽放》                     | 星海音乐学院、吉林市歌舞团、三亚市歌舞剧院、中国邮政艺术团、中国电信武汉艺术团、济南大学 |
| 16   |                   | 红包互动：春晚来电               | |
| 17   | 小品              | 《提意见》                       | 孙涛、秦海璐、王宏坤 |
| 18   |                   | 广东珠海分会场节目               | 广东珠海分会场节目 |
| 18   | 歌曲              | 《勇气》                         | 派伟俊（《2017我要上春晚》晋级选手） |
| 18   | 杂技表演          |                                  | 长隆横琴国际马戏城 |
| 19   | 歌曲              | 《我的春晚我的年》               | 王凯、杨洋 |
| 20   | 相声              | 《我爱诗词》                     | 冯巩、贾旭明、曹随风、侯林林 |
| 21   | 歌曲              | 《山笑水笑人欢笑》               | 吕继宏、张也 |
| 22   |                   | 特别设计：春来福到               | |
| 23   | 歌曲              | 《中国》                         | 成龙、吴京 |
| 24   | 武术              | 《双雄会》                       | 释延淀、清风子、中国嵩山少林寺武僧团、郑州大学体育学院、河南少林塔沟武术学校 |
| 25   |                   | 山东曲阜、泰安分会场节目         | 山东曲阜、泰安分会场节目 |
| 25   | 歌曲              | 《龙的传人》                     | 黄晓明、钟汉良、言承旭、夏利奥 |
| 25   | 钢琴协奏曲        | 《黄河颂》选段                   | 指挥：李心草 钢琴演奏：李云迪、陈萨 |
| 25   | 歌曲              | 《天耀中华》                     | 领唱加合唱 |
| 26   | 小品              | 《同喜同乐》                     | 郑恺、娄乃鸣、大兵、周埃乐（加蓬）、蒙内铁路乘务组（肯尼亚）、Zaouly面具舞团（科特迪瓦）等 |
| 27   |                   | 红包互动：春晚手气王             | |
| 28   | 歌曲              | 《最好的舞台》                   | 黄渤、陈伟霆、张艺兴、舞邦（SINOSTAGE，齐舞表演） |
| 29   | 戏曲              | 《盛世梨园美》                   | 孟广禄、杨赤、王越、方旭、杨婷娜、李旭丹、陈俐、廖聪、金不换、徐福先、李胜素、张馨月、姜亦珊、刘京、马佳、李军、张建峰、杜喆、冯冠博、李博等                                                                                    |
| 30   | 歌曲              | 《再一次出发》                   | 韩磊 |
| 31   |                   | 介绍全国道德模范                 | |
| 32   | 体育与舞蹈        | 《波涛之上》                     | 胡适、南京体育学院、吉林市歌舞团、三亚市歌舞剧院、星海音乐学院、山东师范大学、山东青年政治学院 |
| 33   |                   | 公益广告：中国印 中国节          | |
| 34   | 歌曲              | 《幸福新起点》                   | 表演：孙楠、谭维维 领舞：潘永超、秦丹妮 |
| 35   |                   | 海南三亚分会场节目               | 海南三亚分会场节目 |
| 35   | 钢琴曲            | 《新丝绸之路》                   | 马克西姆（克罗地亚）、吴牧野 |
| 35   | 歌曲              | 《乘风破浪》                     | 古巨基、平安、张碧晨、喻越越、体育明星及世界超模、世界小姐、新丝路模特等 |
| 36   | 杂技与舞蹈        | 《沙场砺兵》                     | 杂技：潘跃新、大兴东杂技团 舞蹈：三亚市歌舞剧院、山东师范大学、山东青年政治学院 |
| 37   |                   | 红包互动：五洲同庆               | |
| 38   | 歌曲              | 《我和2035有个约》               | TFBOYS（加油男孩组合） |
| 39   | 相声              | 《单车问答》                     | 董建春、李丁 |
| 40   | 歌曲              | 《不同凡响》                     | 萧敬腾、袁娅维（《2017我要上春晚》晋级选手）、迪玛希（哈萨克斯坦） |
| 41   | 歌曲              | 《我们的新时代》                 | 阎维文、雷佳 |
| 42   |                   | 零点钟声                         | |
| 43   |                   | 四地分会场拜年                   | |
| 44   | 民族歌舞          | 《中华手拉手》                   | 云朵、云飞、曹芙嘉、金美儿、扎西顿珠、呼斯楞、王紫格、苏尼特右旗乌兰牧骑（《2017我要上春晚》晋级选手）、傲日其愣（《星光大道》2017年度总冠军）                                                                                  |
| 45   |                   | 公益广告：家香 家乡              | |
| 46   | 小品              | 《为您服务》                     | 林永健、杨少华、李明启、王丽云、李琦、李成儒、戴春荣、李建义、张立、杨紫、白凯南、蒋诗萌、郭金杰等 |
| 47   | 舞蹈              | 《亮花鞋》                       | 阆中春节文化民俗艺术团、星海音乐学院、中国电信武汉艺术团、四川大学 |
| 48   |                   | 世界部分国家、国际组织领导人拜年 | 联合国秘书长安东尼奥·古特雷斯、国际奥林匹克委员会主席托马斯·巴赫、英国首相托尼·布莱尔、法国总统埃马纽埃尔·马克龙、联合国教科文组织总干事奥德蕾·阿祖莱、国际货币基金组织总干事克里斯蒂娜·拉加德、国际足球联合会主席詹尼·因凡蒂诺 |
| 49   | 歌曲              | 《我爱你中国》                   | 张英席、金婷婷、“我唱中国”国际歌唱家团队：田浩江（美国）、朱丽叶（美国）、雅娜（俄罗斯）、茱莉亚（美国）、塔拉（美国）、苏菲（法国）、朱塞佩（意大利）、安德利亚（意大利）、瓦迪斯（拉脱维亚）                                  |
| 50   | 歌曲              | 《难忘今宵》                     | 李谷一、霍勇、刘雨欣、汤非 |

## 播出安排

### 直播
- 中国中央电视台综合频道（CCTV-1）（含港澳版，now寬頻電視541、澳广视71、港台电视33、33A）、综艺频道（CCTV-3）、中文国际频道（CCTV-4）、军事·农业频道（CCTV-7）、少儿频道（CCTV-14）、海外娱乐频道（CCTV-娱乐）、全国各地大部分卫星电视频道、地面无线电视频道、公交车移动电视频道：北京时间2018年2月15日20:00。
- 澳門澳視高清台：澳門時間2018年2月15日20:00-收台（录制中央电视台中文国际频道亚洲版版本）。
- 马来西亚八度空间：马来西亚时间2018年2月15日23:00-完毕（录制中央电视台中文国际频道亚洲版版本）。
- 美国凤凰卫视美洲台：洛杉矶时间2018年2月15日17:00-22:00（由当地机构代播）。
- 美国中文电视：纽约时间2018年2月15日7:00（北京时间2018年2月15日20:00）。
- 中央电视台彩色电视中心（复兴路办公区）主楼以灯光秀的形式直播本届春晚[12]。

### 重播
- 中国中央电视台以下频道亦会进行重播（重播的语言类节目均配有字幕，除特别注明外，均以北京时间为准）：
  - 综合频道：2月16日8:30-14:30（中插《新闻30分》）
  - 财经频道：2月16日12:00-16:33、2月17日19:30-2月18日0:00、2月18日7:00-11:32
  - 综艺频道：2月17日8:30-14:30
  - 中文国际频道：2月16日8:30-15:30（中插《中国新闻》）、2月17日8:30-15:30（中插《中国新闻》）、2月18日8:30-15:30（中插《中国新闻》）
  - 军事·农业频道：2月16日11:14-15:57、2月17日7:05-11:49、2月18日20:00-收台
  - 少儿频道：2月18日23:00-收台
  -  日本CCTV大富：日本標準時間2月16日8:30-14:30
- 马来西亚八度空间：马来西亚时间2018年2月16日7:00-10:00（录制中央电视台中文国际频道亚洲版版本）。
- 中国北京卫视：2月16日1:00-6:00（录制中央电视台版本）
- 新加坡新传媒8频道：2月18日14:00-19:00（录制中央电视台中文国际频道亚洲版版本）

### 网络
- 本届春晚在视频网站YouTube平台同步直播，并接入高清信号，使用多码率、自适应直播。
- 中华人民共和国国家版权局称经央视授权，央视网（中国网络电视台）拥有独家享有通过网络传播本届春晚的权利，未经授权，禁止任何个人和机构非法传播本届春晚。
- 中华人民共和国央视国际网络有限公司授权优酷土豆、新浪微博、爱奇艺、腾讯视频播出2018年央视春晚节目[13]，所有被授权网站播出的春晚节目皆带有“央视网CCTV.com”的标识。
- 中華民國境内通过爱奇艺台湾站即可同步收看直播。
- 日本弹幕视频网站Niconico動畫于除夕夜直播春晚。

### 4K版本点播
本届春晚首度推出4K高清版本，届时北京歌华有线、上海东方有线、广东广电网络和贵州广电网络的用户，可通过当地有线电视网“央视专区”互动电视平台点播4K超高清春晩转播。

## 花絮
本届春晚主会场舞台以立体化的呈现、3D效果的展示、高空移动舞台和拥有强烈中国元素的汉字舞台效果为特色。而汉字形象舞台更是首次构建。在开场歌舞进行之时，舞台从地面缓缓升入半空，同时一束圆柱形的红色幔布从舞台中间垂落而下，将整个舞台组合成了一个大大的汉字——“中”。据舞美总设计陈岩介绍，舞台最初设计时有多个备选汉字方案，但最后选择了“中”字，原因是“中”字是最能代表中国的汉字之一，且从舞台结构而言是实现起来最为合理的。
本届春晚珠海分会场展示的高科技产品均为中国国产产品，其中比亚迪唐、宋MAX等车型通过百度的Apollo平台，在港珠澳大桥上完成了无人驾驶下的8字交叉跑。
本届春晚中，那英、王菲共同演唱了由她们二人作词的歌曲《岁月》，这是二人在1998年春晚合唱《相约一九九八》后，时隔20年的再度合作。
此外，本届春晚时隔七年恢复了主持人朗读来自中国各驻外使馆和中国驻联合国代表团发来的贺电的环节。

## 反响

### 总收視率
本届春晚通过电视、网络、社交媒体等多终端多渠道向全球观众播送。根据初步统计，全球观众总规模达11.31亿。

| 中国 中央電視台 ／主要衛視 首播收视率 |          |                   |        |          |       |           |           |           |           |           |           |      |
| 首播日期                              | 頻道     | 实际首播时间段    | CSM52  | CSM52    | CSM52 | CSM全国网 | CSM全国网 | CSM全国网 | CSM16省网 | CSM16省网 | CSM16省网 | 备注 |
| 首播日期                              | 頻道     | 实际首播时间段    | 收视率 | 市场份额 | 排名  | 收视率    | 市场份额  | 排名      | 收视率    | 市场份额  | 排名      | 备注 |
| 2018年2月15日                         | CCTV-1   | 20:00:03－0:47:40 | 6.608  | 18.683   | 1     |           |           |           | 不適用    | 不適用    | 不適用    |      |
| 2018年2月15日                         | CCTV-3   | 20:00:03－0:47:40 | 4.126  | 11.666   | 2     |           |           |           | 不適用    | 不適用    | 不適用    |      |
| 2018年2月15日                         | 湖南衛視 | 20:00:03－0:47:40 | 1.02   | 2.883    | 5     |           |           |           | 2.165     | 5.41      | 1         |      |
| 2018年2月15日                         | 東方衛視 | 20:00:03－0:47:40 | 1.845  | 5.217    | 3     |           |           |           | 1.111     | 2.776     | 4         |      |
| 2018年2月15日                         | 浙江衛視 | 20:00:03－0:47:40 | 0.774  | 2.188    | 6     |           |           |           | 0.812     | 2.028     | 5         |      |
| 2018年2月15日                         | 江蘇衛視 | 20:00:03－0:47:40 | 0.41   | 1.159    | 9     |           |           |           | 0.506     | 1.265     | 11        |      |
| 2018年2月15日                         | 北京衛視 | 20:00:03－0:47:40 | 1.421  | 4.017    | 4     |           |           |           | 0.719     | 1.796     | 7         |      |
| 2018年2月15日                         | 安徽衛視 | 20:00:03－0:47:40 | 1.02   | 2.883    | 5     |           |           |           | 未上榜    | 未上榜    | 未上榜    |      |
| 2018年2月15日                         | 山東衛視 | 20:00:03－0:47:40 | 0.488  | 1.38     | 8     |           |           |           | 1.892     | 4.727     | 2         |      |
| 2018年2月15日                         | 天津衛視 | 20:00:03－0:47:40 | 0.266  | 0.752    | 16    |           |           |           | 未上榜    | 未上榜    | 未上榜    |      |
| 2018年2月15日                         | 深圳衛視 | 20:00:03－0:47:40 | 0.281  | 0.794    | 15    |           |           |           | 未上榜    | 未上榜    | 未上榜    |      |

1. 数据由广视索福瑞提供，调查范围为四岁以上之观众。
2. 以上收视排名包括央视在内。
3. 数据来源：卫视这些事儿、TV未知数

### 分节目收视率
| 排名 | 节目                                | 表演者 | 收视率 |
| ---- | ----------------------------------- | --- | ------ |
| 1    | 魔术与歌曲《告白气球》              | 周杰伦、蔡威泽、刘楚恬                                                                                       | 32.50% |
| 2    | 少儿歌舞《旺旺年》                  | 空军蓝天幼儿艺术团、海军海娃艺术团、郭成（蜘蛛人）、乔麦元、王贤梅（驯狗师）、山东省莱州中华武校、魔术气球人 | 32.48% |
| 3    | 侗族大歌《尽情欢歌》                | 黎平县万人侗族大歌合唱团、黎平县侗族大歌艺术团                                                               | 32.39% |
| 4    | 歌舞《太阳鼓》                      | 林志炫 | 32.35% |
| 5    | 歌舞《对歌对到日落坡》              | 阿幼朵、蝶当久                                                                                               | 32.28% |
| 6    | 小品《回家》                        | 方芳、张晨光、王姬、杜宁林、狄志杰等                                                                         | 32.22% |
| 7    | 小品《学车》                        | 蔡明、潘长江、贾冰                                                                                           | 31.54% |
| 8    | 歌曲《赞赞新时代》                  | 李易峰、景甜、江疏影                                                                                         | 31.25% |
| 9    | 歌曲《岁月》                        | 王菲、那英                                                                                                   | 31.16% |
| 10   | 特别设计 国宝回归：《丝路山水地图》 | 张国立、单霁翔（故宫博物院院长）、许荣茂（香港世茂集团董事局主席）                                           | 31.10% |

数据来源：AGB尼尔森

## 争议

### 语言类节目问题
由海峡两岸演员合作的小品《回家》中，女主演方芳在表演中出现了一处影响故事情节的口误，将原本台词中的「我的妈妈虽然是台湾人，但是我的爸爸是安徽人」说成「我的妈妈虽然是安徽人，但是我的爸爸是……」，然后便发现这一失误，并将后面的台词改为「也是安徽人，在台湾生下了我这个好像是台湾的台湾人」。方芳后续在接受央视新闻频道记者采访时表示，自己的父母皆为安徽人，口误是由于在直播过程中不小心将自己的身世混入而造成的。在第二天播出的重播版本中，央视将此节目的播出片段替换为彩排时预先录制的备播带。另外该小品也引发台湾舆论讨论，有台湾媒体批评说该小品有“统战的意味”。对此，国台办发言人安峰山表示，该小品是根据参演的两位台湾演员的亲身经历来创作的。安峰山还指出“对于这种反映游子思乡情怀的文艺作品，如果把它解读为‘统战’或者是歧视，只能说如果要带着有色眼镜，那看整个世界都是‘绿油油’的”。
宣传蒙巴萨－内罗毕标准轨铁路的小品《同喜同乐》中，娄乃鸣皮肤涂成黑色，垫上假屁股扮演“非洲妈妈”，大呼“我爱中国”，而真正的非洲人扮演猴子 ，被质疑“公然种族歧视”，引起舆论对种族主义的广泛批评和指责，网络平台屏蔽、删除部分质疑此作的帖文评论。《南华早报》认为，“涂黑脸扮黑人在西方很多国家是一个敏感的话题”，“本意是好的，可能表现方式有些问题”。中华人民共和国外交部在2018年2月22日召开的例行记者会上，外交部发言人耿爽就此事表示“中方一贯反对任何形式的种族歧视”，同时表示“中非友谊历经风雨、牢不可破；中非合作互利共赢，成果丰硕。中非关系怎么样，中非合作好不好，非洲国家和非洲人民心里是有数的”。

### 限制网络言论与言论争议
与上届春晚一样，本届春晚一样限制网络言论，并加大当局审查力度。在本届春晚开播前，新浪微博已经将“春晚 吐槽”、“春晚 假唱”、“春晚 垃圾”、“春晚 烂”等列入敏感词列表以禁止用户搜索和发表。而在专门搜集遭屏蔽和删除的微博的网站自由微博，“春晚”登上了热搜首位。而在审查工作启动前，央视春晚导演杨东升表示“接受观众的善意吐槽”。
2018年2月15日，全國道德模範奖章获得者、中国工程院院士黃旭華在2018年中國中央電視台春節聯歡晚會上作为嘉宾向全國觀眾拜年。節目播出後，新浪微博認證用戶「禚律師_a6j」禚寶偉發帖辱骂黄旭華。山東省臨沂市警方收到眾多網友的舉報後，展開調查，於17日將禚宝伟傳喚到公安局，依法處行政拘留10天，並罰款500元人民幣，並打算加強調查力度，依法嚴肅處理。